# Oisy (Nord)
Oisy település Franciaországban, Nord megyében. Lakosainak száma 695 fő (2022. január 1.). Oisy Bellaing, Wavrechain-sous-Denain, Denain, Haveluy és Hérin községekkel határos.

## Népesség
A település népességének változása:
| Lakosok száma | 589  | 594  | 603  | 614  | 631  | 649  | 679  | 690  | 695  |
|               | 2013 | 2015 | 2016 | 2017 | 2018 | 2019 | 2020 | 2021 | 2022 |